# Tepexquimitl
Tepexquimitl är en ort i Mexiko.   Den ligger i kommunen Huautla och delstaten Hidalgo, i den sydöstra delen av landet, 200 km norr om huvudstaden Mexico City. Tepexquimitl ligger 451 meter över havet och antalet invånare är 142.
Terrängen runt Tepexquimitl är huvudsakligen lite kuperad. Tepexquimitl ligger uppe på en höjd. Runt Tepexquimitl är det ganska tätbefolkat, med 65 invånare per kvadratkilometer. Närmaste större samhälle är Huejutla de Reyes, 17,2 km nordväst om Tepexquimitl. Omgivningarna runt Tepexquimitl är en mosaik av jordbruksmark och naturlig växtlighet.